# Kai Steffen (Fußballspieler)
Kai Steffen (* 19. Juni 1961 in Hamburg) ist ein ehemaliger deutscher Fußballspieler.

## Karriere
Steffen spielte in der Jugend beim Hamburger SV sowie für die HSV-Amateure in der Verbandsliga Hamburg. Im Frühjahr 1980 nahm er während eines Urlaubs in den USA am Training der Mannschaft California Surf teil. Anschließend wechselte er im selben Jahr zu den Kaliforniern in die US-amerikanischen Profiliga NASL. 1982 kehrte er nach Deutschland zurück und spielte zunächst wieder in der Amateurmannschaft des HSV. 1983 stand er vor einem Wechsel zum Oberligisten SV Lurup, spielte letztlich aber weiterhin für die HSV-Amateure.
In der Saison 1983/84 wurde Steffen zusammen mit Holger Stein aus der Amateurelf in den Kader der Profimannschaft berufen, da der HSV in große Personalnot geraten war. Er erhielt für diese Saison zunächst den Status eines Vertragsamateurs. In seinem ersten Bundesliga-Einsatz, Anfang November 1983 gegen den 1. FC Köln, stand Steffen in der Anfangself und erzielte beim 2:2 den ersten Treffer des Spiels. Er zählte als Vertragsamateur sowohl zum Profi- als auch zum Kader der Amateure der Hamburger und besuchte gleichzeitig das Wirtschaftsgymnasium, um sein Abitur nachzuholen. 1984 dann wurde er Vollprofi und blieb bis 1985 beim HSV. Sein bis 1986 geltender Vertrag wurde im September 1985 vorzeitig aufgelöst. Insgesamt kam Kai Steffen auf sieben Bundesligaeinsätze. Er schaffte aber nicht den Durchbruch und ging wieder in die USA, zu den Los Angeles Lazers.

## Erfolge
- 1983 Teilnahme am Weltpokal sowie am Europäischen Supercup
- Deutscher Vizemeister 1983/84